# Gymnoscelis buruensis
Gymnoscelis buruensis là một loài bướm đêm trong họ Geometridae.